# Keanu Reeves
Keanu Charles Reeves (født 2. september 1964, i Beirut, Libanon) er en canadisk skuespiller. 
Keanu Reeves fik sit gennembrud i film som Point Break og Speed, er også kendt fra action / sci-fi filmen Johnny Mnemonic, og er muligvis bedst kendt for rollen som Neo i The Matrix-trilogien. Han blev hædret med en stjerne på Walk of Fame den 31. januar 2005.

## Tidlige liv
Reeves blev født i Beirut, Libanon, søn af den engelske kostumier og artist Patricia Bond (født Taylor) og  hawaiianske geolog Samuel Nowlin Reeves Jr., der har hawaiiansk, kinesisk, engelsk, irsk og portugisisk afstamning. Reeves mor arbejdede i Beirut, da hun mødte hans far. Reeves far arbejdede som ufaglært arbejdsmand og bestod sin GED mens han sad i fængsel på Hawaii for at sælge heroin i Hilo International Airport. Han forlod sin kone og familie, da Reeves var tre år gammel, og Reeves har i øjeblikket ikke noget forhold til ham .

## Filmografi
| År   | Titel                                                         | Rolle                        |
| ---- | ------------------------------------------------------------- | ---------------------------- |
| 1986 | Youngblood                                                    | Heaver                       |
| 1986 | Act of Vengeance                                              | Buddy Martin                 |
| 1986 | Young Again                                                   | Michael Riley                |
| 1986 | Flying                                                        | Tommy Warneki                |
| 1986 | Brotherhood Of Justice                                        | Derek                        |
| 1986 | Tavse vidner / River's Edge                                   | Matt                         |
| 1986 | Under The Influence                                           | Eddie Talbot                 |
| 1986 | Babes In Toyland                                              | Jack Fenton / Jack-be-Nimble |
| 1988 | The Prince of Pennsylvania                                    | Rupert Marshetta             |
| 1988 | The Night Before                                              | Winston Connelly             |
| 1988 | Permanent Record                                              | Chris Townsend               |
| 1988 | Farlige forbindelser / Dangerous Liaisons                     | Raphael Danceny              |
| 1989 | Life Under Water                                              |                              |
| 1989 | Hele den pukkelryggede familie / Parenthood                   | Tod Higgins                  |
| 1989 | Frem til fortiden / Bill & Ted's Excellent Adventure          | Ted 'Theodore' Logan         |
| 1989 | Min kone forstår mig ikke / I Love You To Death               | Marlon James                 |
| 1990 | Tune In Tomorrow                                              | Martin Loader                |
| 1991 | Point Break                                                   | Johnny Utah                  |
| 1991 | My Own Private Idaho                                          | Scott Favor                  |
| 1991 | Bill og Teds uovertrufne eventyr / Bill & Ted's Bogus Journey | Ted Logan                    |
| 1991 | Providence                                                    | Eric                         |
| 1992 | Bram Stokers Dracula                                          | Jonathan Harker              |
| 1993 | Stor ståhej for ingenting / Much Ado About Nothing            | Don John                     |
| 1993 | Little Buddha                                                 | Siddharta                    |
| 1993 | Freaked                                                       | Ortiz the Dog Boy            |
| 1993 | Even Cowgirls Get the Blues                                   | Julian Gitche                |
| 1994 | Speed                                                         | Officer Jack Traven          |
| 1995 | Kærlighedens dal / A Walk In The Clouds                       | Paul Sutton                  |
| 1995 | Johnny Mnemonic                                               | Johnny Mnemonic              |
| 1996 | Kædereaktion / Chain Reaction                                 | Eddie Kasalivich             |
| 1996 | Feeling Minnesota                                             | Jjaks Clayton                |
| 1997 | The Last Time I Committed Suicide                             | Harry                        |
| 1997 | Djævelens advokat / The Devil's Advocate                      | Kevin Lomax                  |
| 1998 | Me and Will                                                   |                              |
| 1999 | The Matrix                                                    | mr. Anderson - Neo           |
| 2000 | The Watcher                                                   |                              |
| 2000 | The Replacements                                              |                              |
| 2000 | The Gift                                                      |                              |
| 2001 | Sweet November                                                |                              |
| 2001 | Hardball                                                      | Conor O'Neill                |
| 2003 | The Matrix Revolutions                                        | mr. Anderson - Neo           |
| 2003 | The Matrix Reloaded                                           | mr. Anderson - Neo           |
| 2003 | Når Du Mindst Venter Det / Something's Gotta Give             |                              |
| 2005 | Constantine                                                   | Constantine                  |
| 2005 | Thumbsucker                                                   |                              |
| 2005 | Ellie Parker                                                  |                              |
| 2006 | The Lake House                                                |                              |
| 2006 | A Scanner Darkly                                              |                              |
| 2008 | Street Kings                                                  |                              |
| 2008 | The Day The Earth Stood Still                                 | Klaatu                       |
| 2009 | The Private Lives of Pippa Lee                                |                              |
| 2010 | Henry's Crime                                                 |                              |
| 2012 | Generation Um...                                              |                              |
| 2012 | Side by Side                                                  |                              |
| 2013 | Man of Thai Chi                                               |                              |
| 2013 | 47 Ronin                                                      |                              |
| 2014 | John Wick                                                     | Jonathan Wick                |
| 2015 | Knock Knock                                                   | Evan Webber                  |
| 2015 | Deep Web                                                      | Narrator                     |
| 2016 | Exposed                                                       | Detective Scott Galban       |
| 2016 | Keanu                                                         | Keanu                        |
| 2016 | The Neon Demon                                                | Hank                         |
| 2016 | The Bad Batch                                                 | The Dream                    |
| 2016 | The Whole Truth                                               | Richard Ramsay               |
| 2017 | To the Bone                                                   | Dr. William Beckham          |
| 2017 | John Wick: Chapter 2                                          | Jonathan Wick                |
| 2017 | Replicas                                                      |                              |
| 2018 | Siberia                                                       | Lucas                        |
| 2019 | John Wick 3: Parabellum                                       |                              |
| 2023 | John Wick: Chapter 4                                          | Jonathan Wick                |